# Pascual II
Pascual II, de nombre secular Rainero Raineri di Bleda (o Bieda) (Bleda de Santa Sofía, c. 1050-Roma, 21 de enero de 1118) fue el 160.º papa de la Iglesia católica entre 1099 y 1118.
Monje en un monasterio cluniacense situado en la Toscana, fue nombrado cardenal por Gregorio VII en 1076.

## Relaciones con Enrique V
Durante su reinado continuó la lucha por el derecho de investidura, lo que le llevó a instigar al segundo hijo del emperador, Enrique IV, a sublevarse contra su padre. En 1105, el sublevado Enrique V convocó una Dieta (Reichstag) en Maguncia para solucionar el enfrentamiento con su padre y que finalizó con la abdicación de Enrique IV a favor de su hijo Enrique V.
Para la Iglesia, la caída de un rival de la talla de Enrique IV fue tan importante que Pascual II, creyendo que la misma suponía el final de la “querella de las investiduras”, reconoció a Enrique V sin exigirle antes el reconocimiento de que el derecho a investir eclesiásticos era privativo del pontificado. Craso error, Enrique V no estaba dispuesto en absoluto a ver recortados sus derechos y continuó efectuando nombramientos de obispos invocando sus derechos históricos a pesar de las continuas proclamaciones del Papa prohibiendo las investiduras laicas. Este continuo enfrentamiento siguió hasta que, en 1110, Enrique V se dirigió hacia Roma al frente de todo su ejército con la intención de hacerse coronar emperador por Pascual II.
En febrero de 1111, Pascual II llega a un acuerdo con Enrique V según el cual la Iglesia devolvería todas las posesiones y derechos que había recibido del Imperio desde los tiempos de Carlomagno a cambio de la renuncia del emperador a sus derechos históricos de investidura. Se estableció además que tras la firma del convenio, el papa coronaría emperador a Enrique en la Catedral de San Pedro[cita requerida]. Pero al conocerse los términos del acuerdo, se produjo un levantamiento popular que obligó a Enrique a abandonar Roma tras hacer prisionero a Pascual II. Tras sesenta y un días de prisión, el Papa cedió ante el emperador mediante la firma de un tratado en el que se aceptaba la investidura imperial, se coronaba al emperador y se prometía nunca jamás excomulgar a Enrique V.
Las condiciones aceptadas por Pascual II provocaron una ola de indignación entre los partidarios de la reforma gregoriana, quienes lograron que un concilio celebrado en Letrán en 1112 declarara nulos los términos del acuerdo para posteriormente, en otro concilio celebrado en Viena, excomulgar a Enrique; aunque Pascual no confirmó el anatema al considerar que sería romper con su promesa.
En 1113, Pascual II reconoció la Orden de los Hospitalarios de San Juan mediante la bula Pie postulatio voluntatis.
Hacia el final de su pontificado, en 1115, falleció la condesa Matilde de Canossa dejando todos sus territorios a la Iglesia. Sin embargo, Enrique V, alegando un acuerdo secreto, se dirigió hacia Roma por considerarse heredero legítimo de la condesa. Esto obligó a Pascual a huir de la ciudad, no regresando hasta pocos días antes de su muerte, el 21 de enero de 1118.